# Гизенхаузен
Гизенхаузен (њем. Giesenhausen) општина је у њемачкој савезној држави Рајна-Палатинат. Једно је од 192 општинска средишта округа Вестервалд. Према процјени из 2010. у општини је живјело 334 становника. Посједује регионалну шифру (AGS) 7143225.

## Географски и демографски подаци
Гизенхаузен се налази у савезној држави Рајна-Палатинат у округу Вестервалд. Општина се налази на надморској висини од 300 метара. Површина општине износи 4,9 km². У самом мјесту је, према процјени из 2010. године, живјело 334 становника. Просјечна густина становништва износи 68 становника/km².